# Alcazaba de Antequera
La alcazaba de Antequera es una alcazaba situada en la localidad malagueña de Antequera, España. Fue declarada Bien de Interés Cultural en 1985 en la figura de Monumento.

## Historia
Sus orígenes pueden datar de época romana, aunque se menciona por primera vez en los escritos del siglo XI de Semuel ibn Nagrella, poeta judío de Badis, tercer rey de la taifa de Granada. Coinciden esta fecha con la dominación almohade cuando se construyeron dos anillos de murallas que siguen actualmente en pie. Estas murallas evitaron la conquista por parte del monarca de la Corona castellana Pedro I en 1361, siendo denominada como "ciudad fuerte". Tras este hecho, se reforzaron las defensas y se construyó una barbacana, se reedificaron puertas y se construyó una coracha.
La ciudad y su alcazaba finalmente caen en manos cristianas durante la Toma de Antequera que duró cinco meses en 1410, en el que fue considerado posteriormente como "el mayor triunfo del cristiano entre la batalla del Salado y la conquista de Granada". El regente Fernando de Trastámara, quien gobernaba Castilla en ese momento, pronunció la célebre frase "Salga el Sol por Antequera y sea lo que Dios quiera"; desde su éxito fue conocido como Fernando de Antequera.
En 1429 se celebraron las Cortes de Aragón en la fortaleza con Alfonso V como monarca.

## Torres
Su torre del homenaje tiene planta angular y está considerada como la de mayor anchura de las musulmanas andaluzas, a excepción de la Calahorra de Gibraltar. La torre antequerana se corona con un templete-campanario construido en 1582 para colocar la campana y el reloj de la ciudad. Desde el momento de su construcción es conocido como el Reloj de Papabellotas, por haber tenido que vender la ciudad un alcornocal de propios para sufragar los gastos ocasionados.
La torre Blanca, unida a la anterior por un lienzo de murallas reforzado por dos contrafuertes, sorprende por la perfecta ejecución de su fábrica de sillería. Tiene dos plantas sobre la altura del adarve y sus diferentes estancias se cubren con distintos tipos de bóveda de ladrillo. El interior se ilumina con troneras y ventanas en arco de herradura. Se encuentra dentro de lo que llamamos anillo de medina construido en el siglo XIV para dar cobijo a los musulmanes expulsados por la conquista castellana. Del resto de la cerca amurallada aún se conservan el postigo y la torre albarrana de la Estrella, junto a los lienzos de murallas recuperados de la plaza del Carmen, y la llamada puerta del Agua, que en realidad es un portillo junto a otra torre albarrana.
La torre Torcida, desembarazada en nuestros días de las edificaciones que la ocultaban, era también una torre albarrana cilíndrica a la que le falta el arco de comunicación con la muralla.

## Rodajes
En julio de 2019 fue sede de varias escenas de la serie Warrior Nun, estrenada en Netflix un año más tarde.